# Ciminna
Ciminna település Olaszországban, Szicília régióban, Palermo megyében. Lakosainak száma 3428 fő (2023. január 1.). Ciminna Baucina, Caccamo, Campofelice di Fitalia, Mezzojuso, Ventimiglia di Sicilia, Vicari és Villafrati községekkel határos.

## Népesség
A település lakossága az elmúlt években az alábbi módon változott:
| Lakosok száma | 3737 | 3697 | 3428 |
|               | 2017 | 2018 | 2023 |